# Abraham González internationella flygplats
Abraham González International Airport (IATA: CJS, ICAO: MMCS) är en internationell flygplats i Ciudad Juárez i Chihuahua i norra Mexiko vid gränsen mellan Mexiko och USA mittemot El Paso i Texas. Den är uppkallad efter Abraham Gonzáles, tidigare guvernör i Chihuahua.